# سعدآباد (چرداول)
سعدآباد روستایی در دهستان بیجنوند بخش زاگرس شهرستان چرداول استان ایلام ایران است.

## جمعیت
بر پایه سرشماری عمومی نفوس و مسکن در سال ۱۳۹۵ جمعیت این روستا ۸۴ نفر (۲۴خانوار) بوده‌است.